# Ilia Hurevitx
Ilia Hurevitx (Kíiv, 8 de febrer de 1972) és un jugador d'escacs estatunidenc d'origen soviètic, que té el títol de Gran Mestre.
Va estudiar a l'Acadèmia Yeshiva a Worcester, Massachusetts. Va esdevenir mestre d'escacs a 12 anys, i 3 mesos.

## Resultats destacats en competició
El 1983 va guanyar el campionat National Scholastic Elementary School Chess Championship dels Estats Units; i l'any següent, a dotze anys, va guanyar el campionat del món sub-14 a Lomas de Zamora, Argentina.
El 1990, a 18 anys, va guanyar el campionat del món juvenil. Empatà al primer lloc amb Aleksei Xírov però va obtenir la victòria a causa del seu millor desempat.
Posteriorment va esdevenir agent de borsa.